# Araquete
Araquete (Araḫt) é uma vila localizada na província de Badaquexão, no noroeste do Afeganistão. Está localizada entre o lago Xiva e o rio Panje.